# Saltella sphondylii
Saltella sphondylii är en tvåvingeart som först beskrevs av Franz Paula von Schrank 1803.  Saltella sphondylii ingår i släktet Saltella och familjen svängflugor. Enligt den finländska rödlistan är arten otillräckligt studerad i Finland. Arten är reproducerande i Sverige. Artens livsmiljö är kulturmarker och andra av människan skapade miljöer. Inga underarter finns listade i Catalogue of Life.

## Bildgalleri

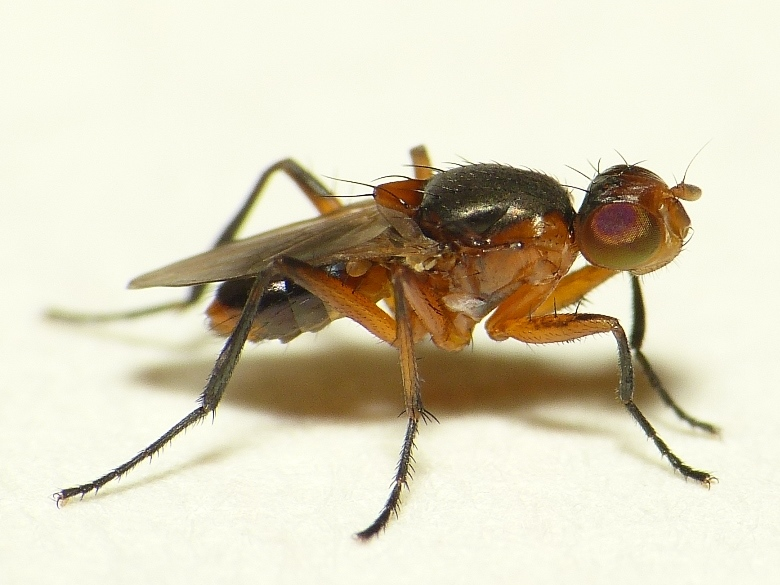